# Augusta Ferdinande van Oostenrijk

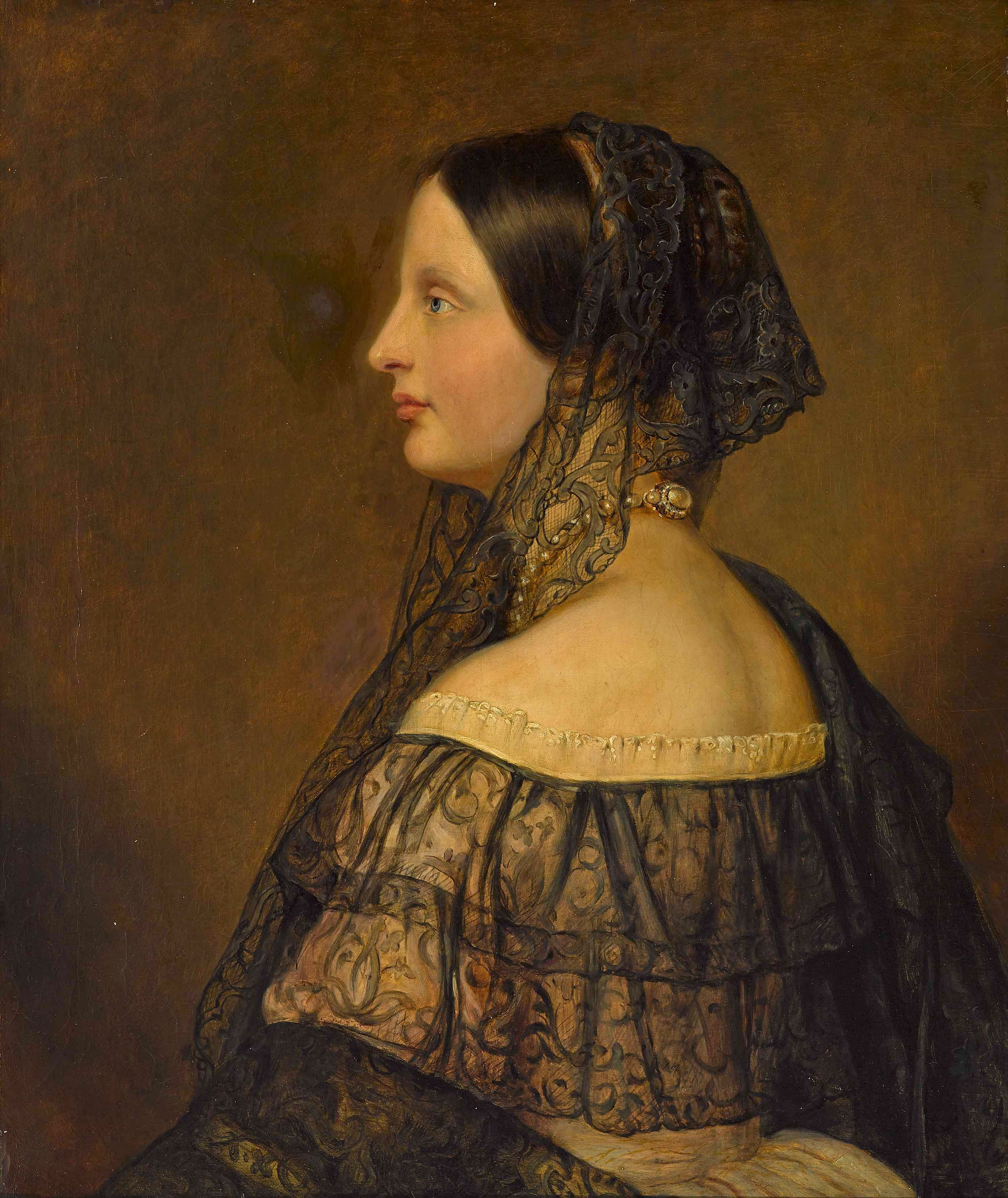
Auguste van Oostenrijk

Augusta Ferdinande van Oostenrijk, prinses van Toscane, aartshertogin van Oostenrijk (Florence, 1 april 1825 - München, 26 april 1864) was de dochter van groothertog Leopold II van Toscane (1769-1824) en diens eerste echtgenote prinses Maria Anna van Saksen (1799-1832).
Zij huwde in 1844 prins-regent Luitpold van Beieren.

## Kinderen
- Lodewijk III (1845-1921)
- Leopold (1846-1930)
- Theresia (1850-1925)
- Arnulf (1852-1907)